# Lycket
Lycket är en by strax nordost om Virestad i Virestads socken i Älmhults kommun. 
Lycket angränsar till byarna Kvarnatorp i söder, Garanshult i väster och Kistiga i norr. Området är till största delen platt eller svagt kuperat. Odlingslandskapet är variationsrikt och innehåller såväl stenbunden som röjd åkermark. Stenmurar och odlingsrösen sätter prägel på inägorna. Åkrarna är små och osammanhängande med stor variation i bördighet och stenighet. Lycket kännetecknas i hög utsträckning av gran- och tallskog i väster medan miljön är öppnare i de mellersta delarna med åkrar och betad ängsmark kombinerat med bestånd av företrädesvis ek, asp, rönn, lind och lönn. Markerna betas av nötboskap. Kring bebyggelsen kännetecknas området av ganska stor mängd gamla lövträd och döda träd vilket föranleder att tro att förhållandena är relativt gynnsamma för den biologiska mångfalden.
Lycket består av två hemman: Östre- och Västregård. Dessa skiftades 1846 respektive 1880. Efter skiftet skedde nyodling bland annat på ängsmarkerna i anslutning till Visle myr, efter omfattande utdikning. Bebyggelsen är en blandning av gårdsbebyggelse och torpmiljöer. Huvudbyggnaderna är uppförda från 1870 och framåt. Byggnadsbeståndet på de äldre bytomterna är väl samlat i Lycke Östre- och Västregård.
Ordet Lycket kommer från Lycke som betyder liten röjd åker.

## Historik
Det finns en mängd fornminnen i Lycket vilka härstammar från bronsåldern och järnåldern (1700 f.Kr. till 375 e.Kr.) fram till och med folkvandringstiden 500 e.Kr. Det handlar om fossila lämningar, så kallade fornåkrar, hällristningar (två) i form av älvkvarnar och två by- och gårdstomter.
Lyckes två hemman skänktes 1399 av Nils Jönssons (Sparre över Blad) släktingar till Nydala kloster. Ett av dess hemman tillhörde Växjö domkyrka och det andra en frälseman.
17 december 1917 köpte Svenska Torvindustrier lägenheten Ekelund, avsöndrad från nuvarande Lycke 2:24. Huset användes därefter som kontor, med telefon som modernitet. Företaget köpte också stora delar av Åby-Wissle myr från olika privata ägare i Lycket, Kvarnatorp, Kistiga i Virestad socken och torvmark från byarna Mörhult, Grönhyltan i västra Torsås socken. Företagets representanter slog på stort och talade om torven är Sveriges guld. Det uppfördes en marketenteribyggnad (grunden finns fortfarande kvar), en kasernbyggnad där arbetarna huserades samt en smedja. Arbete inleddes med att flåhacka mossen. Dessutom byggdes en enklare järnväg för transport av torven till närmaste större väg. Företaget skulle sälja så kallad bränntorv för uppvärmning vilket det fanns stor efterfrågan av då första världskriget hade försvårat importen av kol. Efter krigsslutet 11 november 1918 fick företaget allt svårare med försäljningen och företaget kom på obestånd. Den 22 oktober 1924 hölls konkursaktionen och Ekelund köptes tillbaka av gamla ägaren Jon Bengtsson för 4400 kr. På grund av försummelse av konkursförvaltaren upprättades ingen åtkomsthandling vilket innebar att Jon Bengtsson inte kunde söka lagfart. 1948 gjordes istället en annons i Post och inrikes tidningar samt uppläsning tre gånger i Virestads församling med minst en månads mellanrum. Därefter tre års väntan. Slutligen, 27 år efter köpet, den 24 oktober 1951, beviljades äntligen lagfart till Jon Bengtsson.